# Браво, Виктор Даниэль
Ви́ктор Даниэ́ль Бра́во де Со́то Верга́ра (исп. Víctor Daniel Bravo de Soto Vergara; род. 23 августа 1983, Сарагоса) — испанский футболист, полузащитник.

## Карьера
Виктор Браво начал карьеру в футбольной академии в Сарагосе. Оттуда он уехал в школу «Барселоны», но третьего состава «каталонцев» не попал.
Первым профессиональным клубом Браво стала «Калаорра», за которую футболист выступал с 2003 по 2004 год. Затем полузащитник играл за клубы «Уэска» и «Бургос», за который провёл 23 матча и забил 1 мяч.
В 2006 году он перешёл в «Атлетико Мадрид». Первоначально футболист играл за вторую команду клуба. Но после травм Макси Родригеса и Мартина Петрова главный тренер команды, Хавьер Агирре, перевёл Браво в основной состав. Там игрок дебютировал в игре с клубом «Реал Сарагоса», в которой его команда проиграла 0:1. Всего за клуб футболист провёл 3 игры.
В 2007 году Браво был арендован клубом «Универсидад» из города Лас-Пальмас-де-Гран-Канария. Затем он играл за «Мериду», проведя 36 матчей и забив 4 гола. 25 июля 2009 года Даниэль стал игроком «Понтеведры», за которую провёл 37 матчей и забил 5 голов, а также получил за сезон 5 жёлтых карточек. С «Понтеведрой» футболист занял 4 место в третьем дивизионе, участвуя в матчах плей-офф на выход в Сегунду.
29 июля 2010 года Даниэль перешёл в «Мелилью».